# Panagropsis suberrata
Panagropsis suberrata là một loài bướm đêm trong họ Geometridae.